# Csörsz István
Csörsz István (Baja, 1942. május 21. – Vác, 2018. február 15.) magyar író.

## Élete
Csörsz Aladár és Gyulai Ilona gyermekeként született.
Majd harminc éven át próbálkozott az élet több területén: volt szakmunkás, matróz, műszerész, fénymásoló, fafaragó. 1967-től jelentek meg művei. 1971-től lett szabadfoglalkozású író. A beatnemzedék hiteles tolmácsolója, az új generáció bajainak kutatója.

## Magánélete
1971-ben házasságot kötött Fűri Annával. Egy fiuk született, Csörsz Rumen István (1974).

## Művei
- 1971: Sírig tartsd a pofád! (regény)
- 1971: Ahol a sziget kezdődik – Fiatal prózaírók antológiája (antológia)
- 1972: Bocsánatos bűnök (elbeszélések)
- 1972: Vastövis (kisregény)
- 1973: Okos madár (regény, szlovákul: 1978)
- 1974: Visszakézből (regény)
- 1977: Ördögűzés (novellák)
- 1982: Kék a tenger (dráma)[2]
- 1983: Sírig tartsd a pofád! I-II.
- 1986: Elhagyott a közérzetem (riportok)
- 1987: Szerelem második vérig (forgatókönyvíró, rendező: Dobray György)
- 2000: Pangala (regény)
- 2013: Az írás művészete. Feljegyzések (esszé, online függelékben novella- és regényelemzésekkel)
- 2014: Viharjelzés. Riportok 1956 katonáival (riportok)
- 2015: Vesztesek (regény [1975])
- 2016: Földtaposók (regény [2006]; törökül: Taban Tepenler, ford. Erdal Şalikoğlu, 2019)
- 2017: Bóckacaj. Tovamászás (regény)
- 2021: Vadfarkas (regény [1997–1998]; e-book kiadás)

## Díjai, elismerései
- Magyar Rádió Nívódíja (1981)
- László Anna-emlékserleg (1983)